# Afrin (nahija)
Nahija Afrin (ar. ناحية عفرين, kur. Efrîn, Afrîn)  je nahija u okrugu Afrin, u sirijskoj pokrajini Alep. Površina nahije je 427,73 km2. Po popisu iz 2004. (prije rata), nahija je imala 66.188 stanovnika. Administrativno sjedište je u gradu Afrinu.